# Оукмонт (Пенсилванија)
Оукмонт (енгл. Oakmont) град је у америчкој савезној држави Пенсилванија.

## Демографија
По попису из 2010. године број становника је 6.303, што је 608 (-8,8%) становника мање него 2000. године.
| Група             | 2000.         | 2010.         |
| Белци             | 6.732 (97,4%) | 6.058 (96,1%) |
| Афроамериканци    | 62 (0,9%)     | 62 (1,0%)     |
| Азијати           | 34 (0,5%)     | 45 (0,7%)     |
| Хиспаноамериканци | 43 (0,6%)     | 93 (1,5%)     |
| Укупно            | 6.911         | 6.303         |